# Administration autonome du Nord et de l'Est de la Syrie

En jaune, les régions contrôlées par les Kurdes en Syrie avant l'Offensive au Nord-Ouest de la Syrie le 27 novembre 2024.

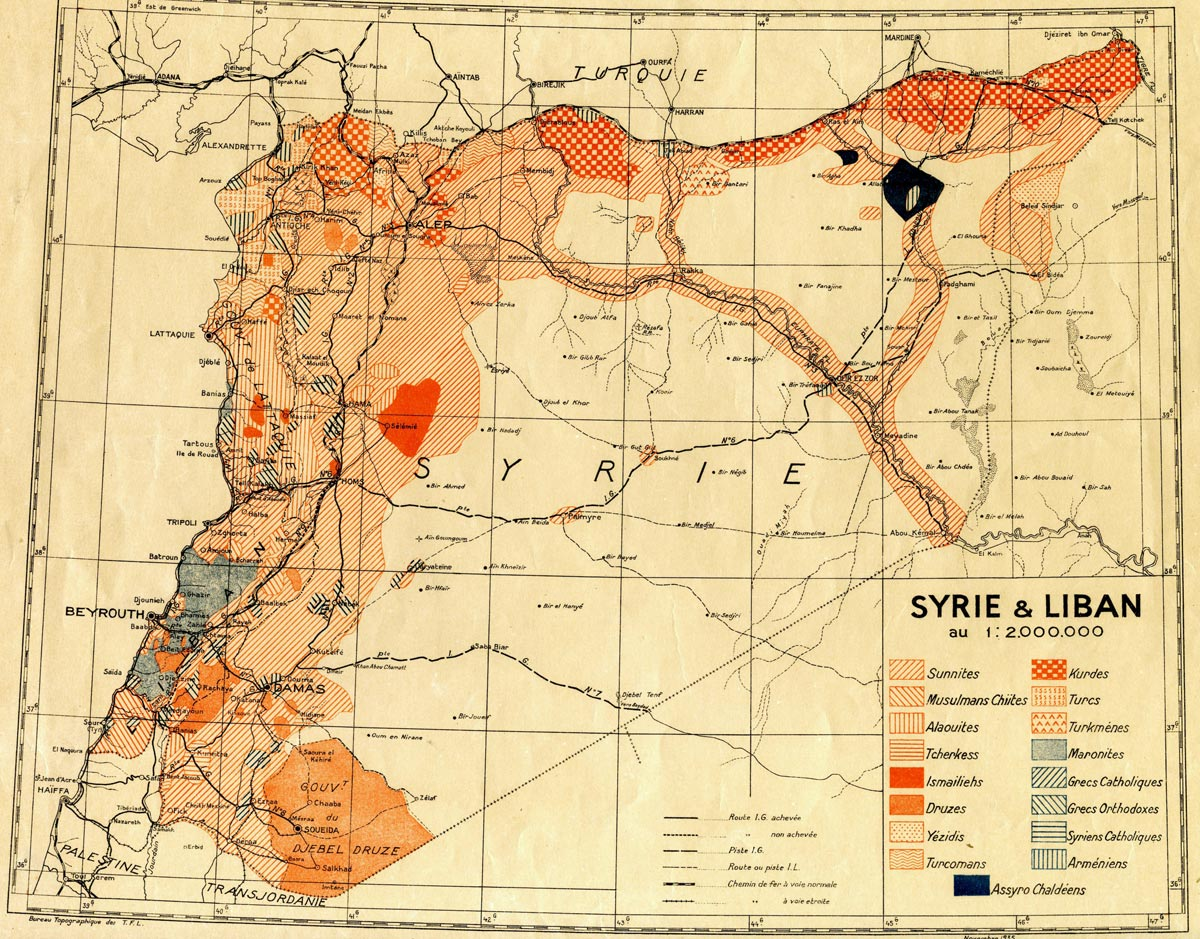
Carte des communautés religieuses et ethniques de la Syrie et du Liban. 1935

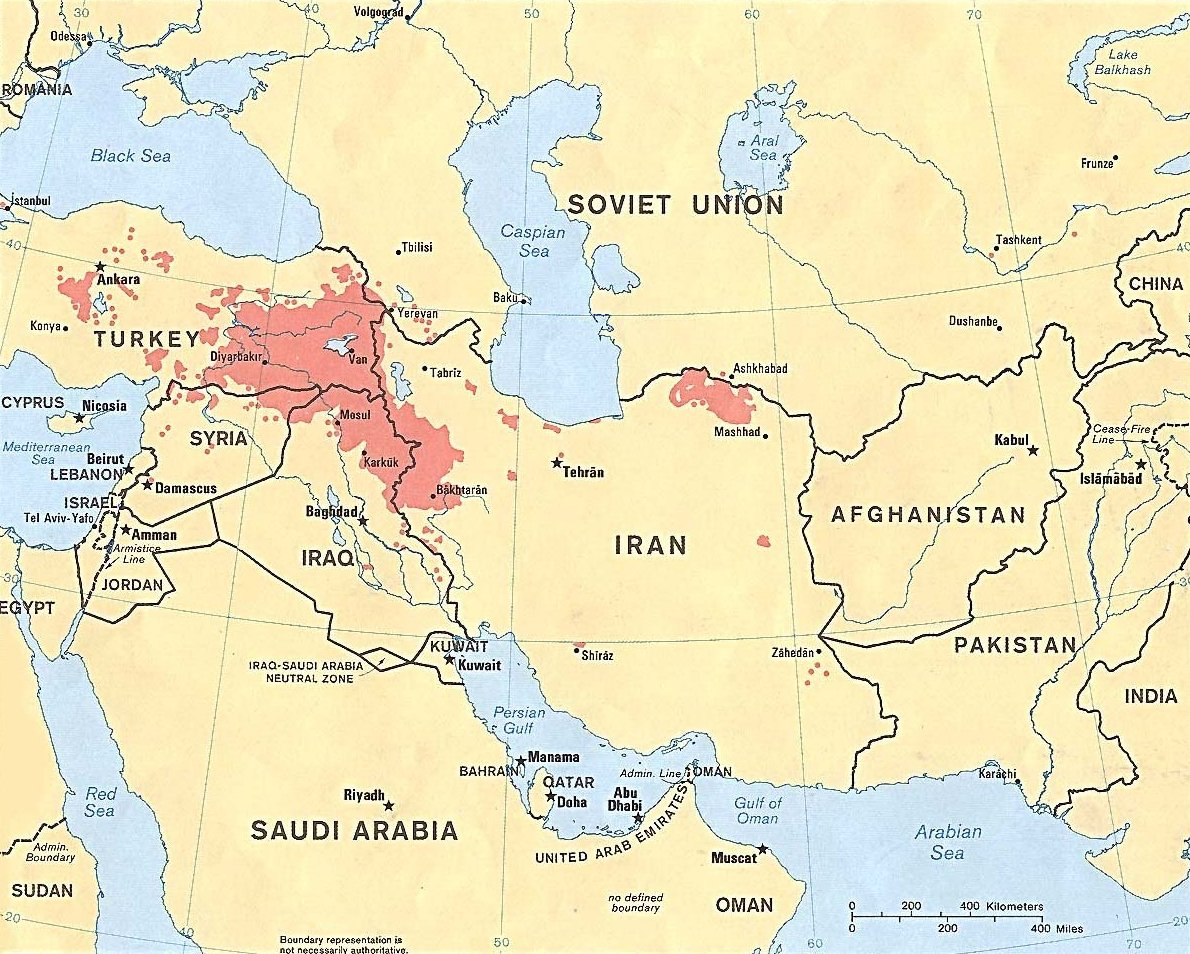
Carte des régions habitées par les Kurdes.
La principale est située entre la Turquie, la Syrie, l’Iran et l’Irak. CIA 1986.

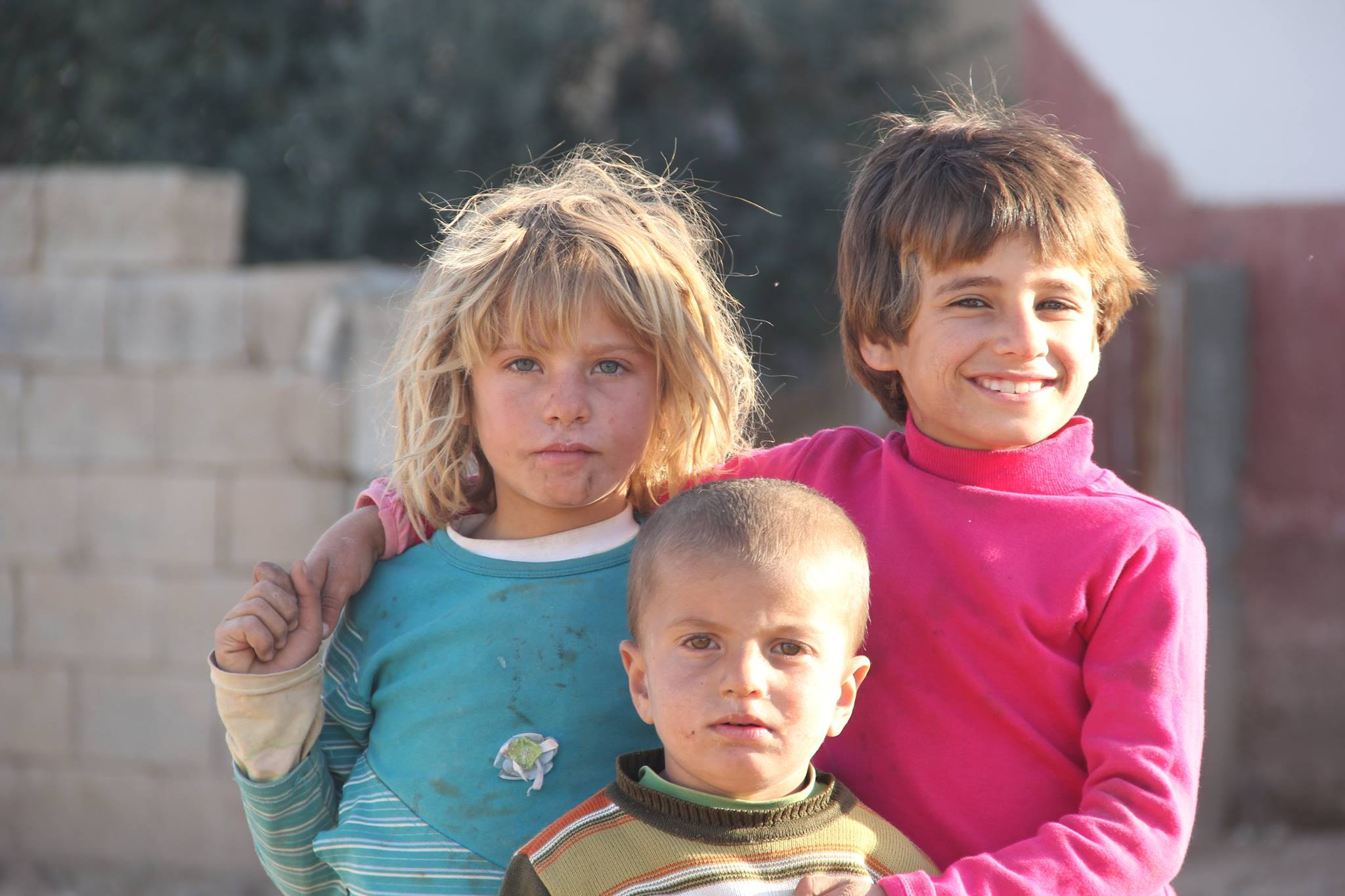
À Suruç les enfants réfugiés de Kobané, 2014

L'Administration autonome du Nord et de l'Est de la Syrie (AANES) (arabe : الإدارة الذاتية لشمال وشرق سوريا) (kurde : Rêveberiya Xweser a Bakur û Rojhilatê Sûriyeyê), familièrement le Rojava (« l'ouest » en kurde), ou Kurdistan occidental (kurde : Rojavayê Kurdistanê) ou Kurdistan syrien (arabe : کردستان السورية (Kurdistan Al-Suriyah)), est une région rebelle autonome de fait dans le nord et le nord-est de la Syrie majoritairement habitée par des Kurdes.
Depuis 2012, peu de temps après le début de la guerre civile syrienne, la majorité du Kurdistan syrien passe sous le contrôle des milices kurdes. En novembre 2013, des représentants kurdes, arabes, assyriens et d'autres minorités forment un premier gouvernement de facto dans la région sous le nom d'Administration transitoire intérimaire.
Le 17 mars 2016, les Kurdes de Syrie proclament la Fédération démocratique du nord de la Syrie dans les zones contrôlées et qui comprennent notamment les trois « cantons » kurdes d'Afrine, de Kobané et de la Djézireh, dans ce qui était jusqu'à présent une zone d’« administration autonome ». Cette entité est également dénommée Fédération démocratique du Rojava-Syrie du Nord. Dans sa constitution de décembre 2016, son nom officiel est celui de Système fédéral démocratique de Syrie du Nord (kurde : Sîstema Federaliya Demokratîka Bakûrê Sûriyê, arabe : النظام الاتحادي الديمقراطي لشمال سوريا (alnizam alaitihadiu aldiymuqratiu lishamal suria)). Cette déclaration a été faite à Rmeilane par le Parti de l'union démocratique (PYD) en présence d'autres partis kurdes, arabes et assyriens.
Le 18 mars 2018, à la suite d'une opération militaire turque, l'enclave d'Afrine passe aux mains de la Turquie et de forces rebelles syriennes de l'ANS inféodées à cette dernière. En septembre 2018, l'entité prend le nom d'Administration autonome du Nord et de l'Est de la Syrie, dont la superficie est réduite une seconde fois à l'issue de l'intervention turque d'octobre 2019.
Les partisans de la région soutiennent une politique laïque, fondée sur des principes démocratiques, une forme de socialisme démocratique, l'égalité des sexes et l'écologie, qui transparaissent dans sa constitution.

## Histoire

### Origines
Le terme est employé par certains mouvements nationalistes kurdes pour désigner une zone géographique, historiquement peuplée par les Kurdes, et incluse dans l’État syrien par les autorités françaises après la Première Guerre mondiale.
En effet, par l'accord franco-turc du 20 octobre 1921 la France avait annexé à la Syrie, placée sous son mandat, les provinces kurdes de la Djézireh et de Kurd-Dagh.

### Immigration kurde vers la Syrie
De grands groupes de Kurdes ont quitté la Turquie tout au long de la première moitié du vingtième siècle (notamment entre les deux guerres mondiales) au cours de laquelle la campagne turque pour assimiler sa population kurde était à son apogée. En référence à cela, l'expert en études kurdes Jordi Tejel revendique :

« Néanmoins, les partis politiques kurdes n'ont jamais entrepris de contester les frontières nationales syriennes. Dans les années 1920, les militants kurdes tournent leur regard vers le Kurdistan turc, leur région d'origine. »

Jusqu'au début du 20e siècle, le gouvernorat d'Al-Hasakah (alors appelé province de Jazira) était un "no man's land" essentiellement réservé aux pâturages sous le contrôle des nomades et semi-sédentaires Shammar et Tayy tribus arabes. Ces premières vagues de Kurdes sont arrivées avec la pose de la partie Alep-Bagdad du chemin de fer Berlin-Bagdad. Lorsque Maurice Abadie, un général français, supervisait l'occupation française de la Syrie, il a fait des observations sur l'histoire de la colonisation kurde en Syrie et sur la région à l'ouest de l'Euphrate en général :

« Au cours du siècle dernier, les Kurdes ont immigré et se sont répandus dans le nord de la Syrie. »

Aujourd'hui[Quand ?], les populations kurdes occupent le long de la frontière turque trois zones étroites séparées, les régions d'Afrine, de Kobané et de Qamichli, raison pour laquelle certains auteurs ne parlent pas d’un « Kurdistan syrien » mais plutôt de « régions kurdes de Syrie ».
En 1962, 20 % des Kurdes de Syrie sont privés de la citoyenneté syrienne à la suite d'un recensement controversé.

### Pendant la guerre civile syrienne

#### Prise de contrôle des régions kurdes par le PYD
En 2011, les premières manifestations contre Bachar el-Assad dans le Kurdistan syrien éclatent le 1er avril à Qamichli, Amouda et Hassaké. Les protestataires réclament alors la « citoyenneté » mais aussi la « liberté ». Le régime syrien ménage cependant les Kurdes et l'armée évite de tirer à balles réelles dans les villes où ils sont majoritaires. Le 7 avril, Bachar el-Assad promulgue un « décret octroyant à des personnes enregistrées comme étrangères dans le gouvernorat de Hassaké la citoyenneté arabe syrienne ». La mesure concerne 300 000 personnes,. Le gouvernement tolère également l'ouverture par le PYD de trois centres culturels à Alep, Qamichli et Malikiyeh et de quatre écoles en langue kurde. « Inimaginable il y a peu » selon Le Monde.
Les manifestations se poursuivent cependant,. Le 7 octobre 2011, Mechaal Tamo, un important responsable politique kurde engagé dans la révolution syrienne, fondateur du Courant du futur (en), est assassiné à Qamichli,,. Le lendemain, 50 000 personnes assistent à ses funérailles. L'armée syrienne tire et tue deux personnes,.
Le principal parti kurde, le Parti de l'union démocratique (PYD), mouvement inspiré par le Parti des travailleurs du Kurdistan (PKK), mène une politique ambiguë entre le régime et l'opposition. En quelques mois, le régime libère la moitié des 640 militants du PYD emprisonnés. Le président du PYD, Salih Muslim, réapparaît également au grand jour alors qu'il était auparavant recherché par les autorités. Le 17 septembre, il participe à Damas à une réunion d'opposants tolérés par le régime. Il devient également le vice-président du Comité national pour le changement démocratique, une structure rivale du Conseil national syrien (CNS) qui demande le démantèlement de l'appareil répressif mais pas le départ du président Assad. D'autres formations kurdes rejoignent en revanche le CNS.
Avant même de proclamer son autonomie, le Kurdistan s'attribue des pouvoirs marquant un contrôle de fait, par exemple la création de plaques d'immatriculation distinctes des plaques syriennes.
En juillet 2012, la bataille d'Alep débute. L'armée arabe syrienne retire alors ses forces du Kurdistan syrien pour renforcer ses troupes à Alep. Les loyalistes maintiennent des garnisons dans les villes de Qamichli et de Hassaké, mais les miliciens du PYD prennent sans tirer un coup de feu le contrôle d'Afrine le 11 juillet, de Kobané le 19 juillet et de plusieurs autres localités,. La région passe alors sous le contrôle du PYD et de sa branche armée, les YPG. Ces derniers écartent les partis du Conseil national kurde (CNK) liés à Barzani et proches du Conseil national syrien, dont les dirigeants sont contraints de s'exiler au Kurdistan irakien.

#### Proclamation d'autonomie

Emblème de l'Administration autonome du nord et de l'est de la Syrie

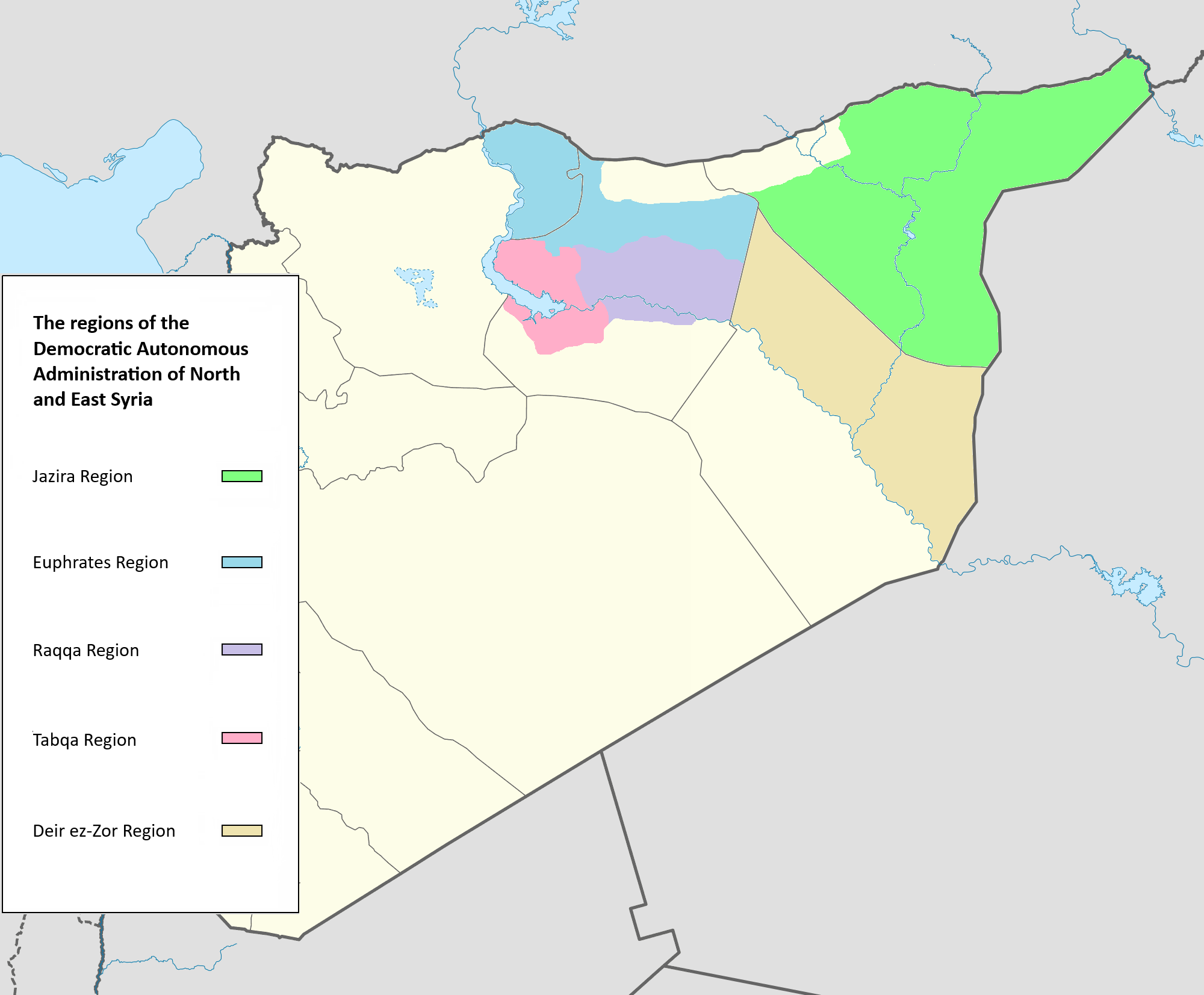
Carte des Cantons du Rojava

En 2012, le régime d'Assad prend peur et décide d'envoyer ses troupes vers Alep ou Damas, ce qui permet de laisser l'insurrection se développer dans les villes d'Afrine, Kobané et Al-Hasaka.
Depuis le 12 novembre 2013, le Kurdistan syrien dispose de sa propre administration autonome. L’annonce a été faite par le principal parti kurde syrien, le Parti de l'union démocratique (PYD), proche, sur le plan des idées, du Parti des travailleurs du Kurdistan (PKK). Le PYD se donne pour objectif de gérer les questions « politiques, militaires, économiques et de sécurité dans la région et en Syrie ».
Cette annonce a été faite unilatéralement par le PYD sans l’accord explicite du Conseil national kurde qui reproche au PYD « d’aller dans la mauvaise direction ». Le PYD, pour sa part, reproche à l’opposition syrienne non islamiste de n’avoir rien fait pour défendre les localités kurdes attaquées depuis le printemps par des groupes djihadistes comme l’État islamique, le Front al-Nosra, et même des formations salafistes comme Ahrar al-Cham.
Le 29 janvier 2014, le Parti de l'union démocratique proclame une constitution du Rojava.

#### L'enclave de Kobané
En automne 2014, l'État islamique conquiert les régions syriennes entourant Kobané et marche sur la ville. La population fuit en Turquie, alors que les combattants kurdes défendent la ville.
La résistance kurde fait de Kobané une bataille d'usure et un symbole majeur dans la lutte contre l'EI. La coalition anti-EI se concentre sur les forces de l'EI participant à cette bataille (voir Opérations aériennes de la coalition internationale en Syrie), et l'opinion publique occidentale soutient largement les Kurdes.
Finalement, en janvier 2015, les djihadistes sont repoussés de la ville en ruine, mais les combats continuent dans la région environnante. Au mois de juin de la même année, le blocus du canton de Kobané est définitivement rompu après la victoire des YPG à la bataille de Tall Abyad.
Depuis la prise de Tall Abyad, et hormis le poste-frontière de Qamichli tenu par les Forces armées syriennes, les Kurdes contrôlent la quasi-totalité de la frontière turco-syrienne située entre le fleuve Euphrate et la frontière irakienne.
En décembre, un Conseil démocratique syrien est formé dans le Rojava.

#### Proclamation d'une région fédérale

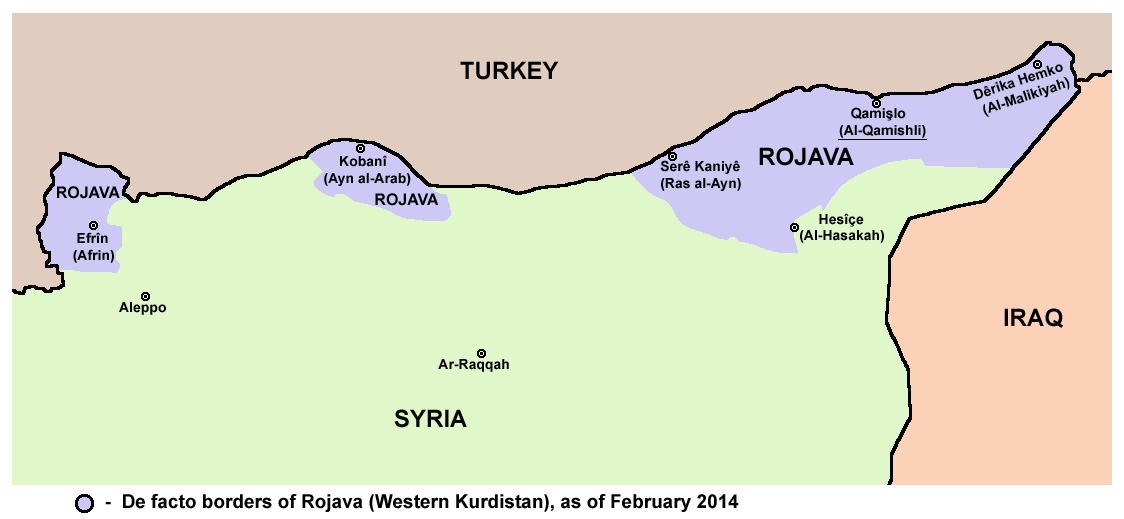
Rojava, 2014

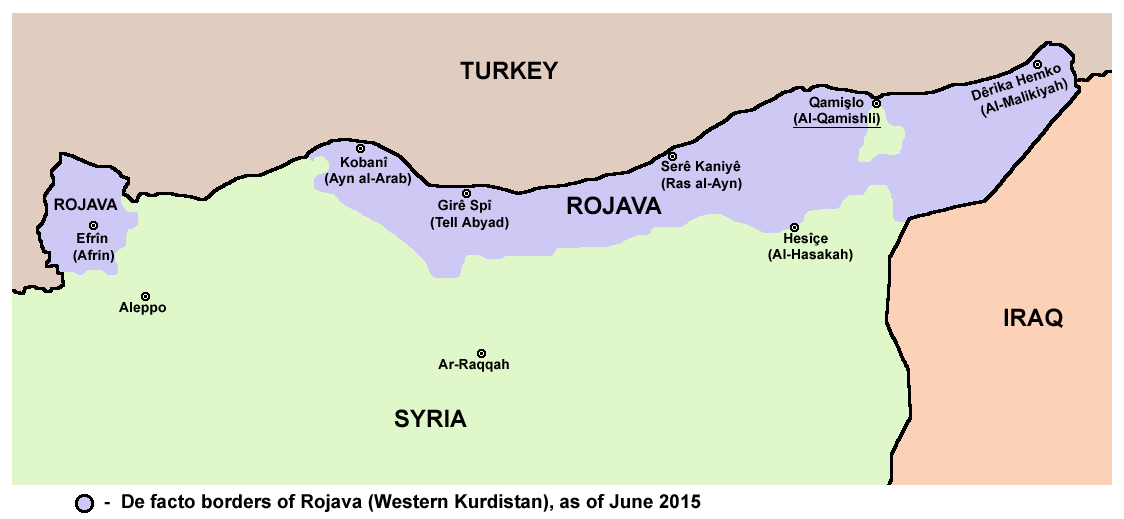
Rojava, 2015

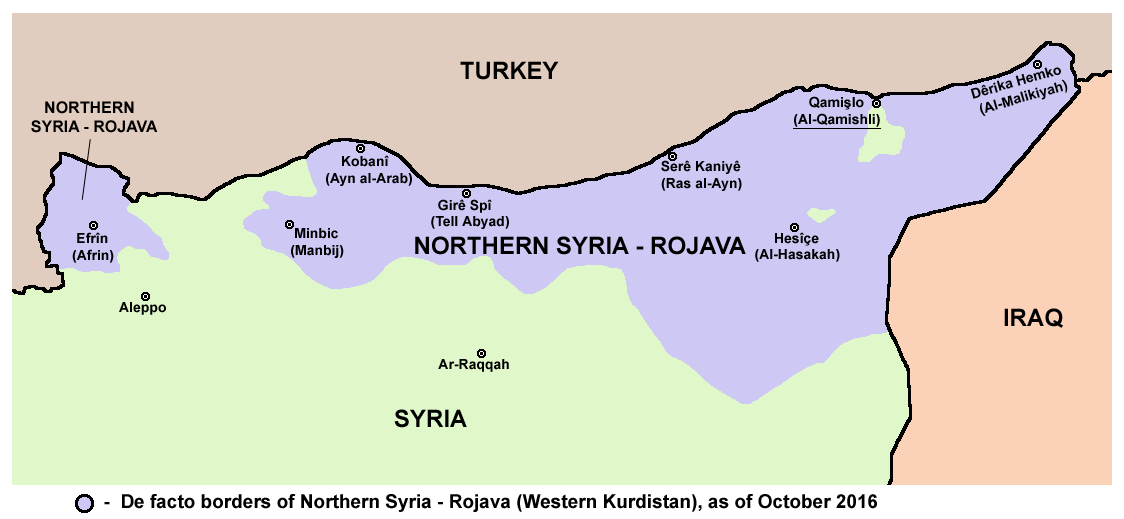
Rojava, 2016

Le 17 mars 2016, à Rmeilane, le PYD et des factions arabes et assyriennes annoncent la création d'une région fédérale dans le nord de la Syrie. Cette annonce est aussitôt rejetée par le régime syrien, l'opposition syrienne, les États-Unis et la Turquie,,,. La Russie, elle, avait proposé une solution fédérale le 29 février,.
Cependant le 19 mars, Haytham Manna (en), co-président avec Îlham Ehmed du Conseil démocratique syrien, démissionne et critique la proclamation de la région fédérale.
Le 25 septembre 2017, le ministre des Affaires étrangères du régime syrien, Walid al-Mouallem déclare que les Kurdes syriens « veulent une forme d'autonomie dans le cadre de la République arabe syrienne. Cette question est négociable et peut faire l'objet d'un dialogue ». Ce type de déclaration et l'emploi du terme d'« autonomie » est une première pour Damas, mais il annonce dans le même temps son opposition au référendum sur l'indépendance du Kurdistan irakien « totalement inacceptable à nos yeux »,.

#### Perte d'Afrine par les Kurdes
Une offensive est lancée le 20 janvier 2018 par l'armée turque et les rebelles syriens de l'Armée syrienne libre contre les forces kurdes des YPG, avec l'objectif de chasser ces derniers de la ville et de la région d'Afrine, sous leur contrôle depuis 2012. Au cours de la bataille, les Kurdes opposent initialement une forte résistance, mais l'armée turque finit par prendre l'avantage grâce à son artillerie lourde et à ses frappes aériennes. La Russie, qui occupe une dizaine de positions militaires et a jusqu'ici protégé les YPG dans la région, laisse le champ libre à la Turquie. Les États-Unis ne réagissent pas à l'offensive turque. Abandonnée par sa population, la ville d'Afrine est prise presque sans combat le 18 mars par les Turcs et les rebelles,,. Cependant, les Forces démocratiques syriennes déclarent avoir déjà entamé la reconquête de la province en développant des actions de guérilla.
Les forces turques et leurs supplétifs conduisent une politique de déforestation afin de lutter contre la guérilla kurde.

#### Chute du régime de Bachar el-Assad
Lors de l'offensive de l'opposition syrienne de novembre 2024, qui ont renversé le régime baasiste, les Forces démocratiques syriennes (FDS) se sont emparées de la ville de Deir ez-Zor, dans le sud-est du pays, et se sont retirées de la région de Manbij, à l'ouest de l'Euphrate à la suite de la prise de la ville par l'Armée Nationale Syrienne. Les FDS se sont retirées de Deir ez-Zor à la suite des protestations de la population locale et la ville a été rapidement occupée par Hayat Tahrir al-Cham (HTC).
Le 12 décembre 2024, l'administration kurde annonce adopter le drapeau de l'opposition syrienne comme drapeau officiel afin d'affirmer « l'unité et l'identité nationale de la Syrie »,,.

## Organisation socio-politique
Le système politique du Rojava est inspiré par le confédéralisme démocratique théorisé depuis le début des années 2000 par Abdullah Öcalan, un des fondateurs et leader du groupe Parti des travailleurs du Kurdistan (PKK) condamné à la prison à vie. Öcalan a été partiellement influencé par les thèses d'un militant et intellectuel anarchiste américain, Murray Bookchin, qui a théorisé le municipalisme libertaire. Ils ont en effet un échange épistolaire sur les idées de ce dernier. 
Les cantons de Djézireh, de Kobané et d’Afrine se sont dotés d’une structure administrative fédérale regroupant les délégués des « conseils populaires », élus par les assemblées de communes. La fédération est chargée des commissions pour la défense, la santé, l’éducation, le travail et les affaires sociales. Chaque conseil gère les ressources agricoles et énergétiques de manière autonome, coopérative et écologique.
En janvier 2014, le Rojava s'est doté d'un Contrat social, qui fait office de constitution. Celui-ci « rejette le nationalisme et prône une société égalitaire, paritaire, respectueuse des droits des minorités ». Depuis la mise en place du Contrat social, l'idéologie portée par Abdullah Öcalan se propage à travers tout le territoire autonome, principalement portée par les femmes. Elles essaient de s'affirmer contre la société patriarcale et de s'émanciper du pouvoir masculin. Cela se fait par un système de cours et de séminaires, où elles apprennent à connaître leur histoire, leur propre personnalité et leurs droits. Il est aussi fait mention de la parité au pouvoir, où il doit avoir au moins 40 % de femmes dans les nouvelles institutions. L'organisation des luttes féministes au Rojava se structure notamment autour d'une confédération, le Kongra Star (en), coordonné par Georgette Barsoum.
L'organisation politique du Rojava, admirée par une partie de la gauche radicale occidentale, lui vaut le soutien de plusieurs militants internationaux dans la lutte contre l’État islamique. Quelques Français parmi eux font l'objet de poursuites judiciaires à leur retour en France depuis leur arrestation le 8 décembre 2020.

### Cantons de la Confédération
Le Rojava est composé de sept cantons autonomes fédérés.

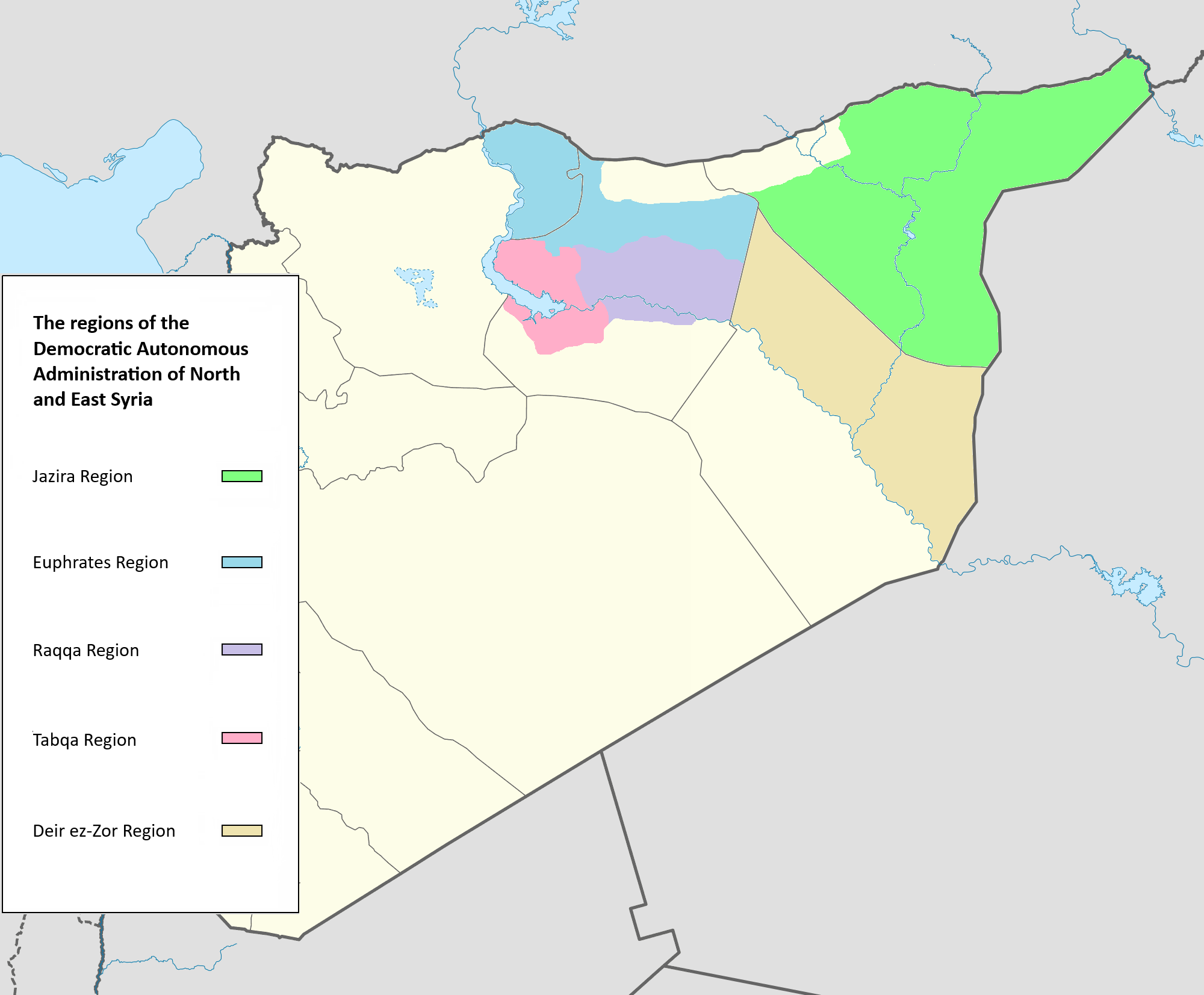
Carte des.

| Cantons (en) | Cantons (en)            | Capitale          | Plus grande ville | Premier ministre  | Vice-Premiers ministres              |
| ------------ | ----------------------- | ----------------- | ----------------- | ----------------- | ------------------------------------ |
|              | Canton de Djézireh (en) | Qamichli          | Hassaké           | Akram Hesso       | Elisabeth Gawri Hussein Taza Al Azam |
|              | Canton de Kobanê (en)   | Kobané            | Kobané            | Enver Muslim      | Bêrîvan Hesen Xalid Birgil           |
|              | Canton d'Afrin          | Tall Rifaat       | Tall Rifaat       | Hêvî Îbrahîm (en) | Remzi Şêxmus Ebdil Hemid Mistefa     |
|              | Canton de Raqqa         | Raqqa             | Raqqa             |                   |                                      |
|              | Canton de Tabaqa        | Tabqa             | Tabqa             |                   |                                      |
|              | Canton de Manbij        | Manbij            | Manbij            |                   |                                      |
|              | Canton de Deir es-zor   | Jazrat al-Buhamid | Hajine            |                   |                                      |

## Aspects démographiques et ethniques
En 2018, la population administrée par le Rojava compte environ 6 millions d'habitants. Près de 30 % de celle-ci est kurde. La proportion de Kurdes varie selon les cantons : elle est majoritaire (55%) dans le canton de Kobané, ce qui n'est pas le cas dans la région de Djazireh ou d'Afrine. En fonction de son extension plus ou moins grande vers la frontière turque, la proportion de Kurdes se situera entre 30 et 40 %. Les trois langues officielles du Rojava sont l'arabe, le kurde et le syriaque.
Dans un rapport publié le 13 octobre 2015, Amnesty International accuse les YPG de « crimes de guerre » pour avoir rasé des villages et chassé des populations arabes. Redur Xelil, porte-parole des YPG parle d'« accusation fausse, tout simplement ». Le commandement des YPG et des Assayech reconnaît des déplacements forcés qu'il ne qualifie que d'incidents isolés. Amnesty réfute en revanche le terme de « nettoyage ethnique » et affirme que des Arabes et des Turkmènes continuent de vivre dans des territoires contrôlés par les YPG,,. Un rapport de mars 2017 du Conseil des droits de l’homme des Nations unies rejette les accusations de nettoyage ethnique : « La commission n’a trouvé aucune preuve étayant les accusations selon lesquelles les forces YPG ou FDS aient jamais ciblé les communautés arabes sur des bases ethniques ». D'après les Nations unies, des villages, arabes ou non, ont effectivement été évacués de force mais en raison des engins piégés et bombes dissimulés par l’État islamique.
En 2018, les autorités du Rojava ne veulent pas conserver sur leur sol les djihadistes prisonniers venus de pays extérieurs. Elles exigent que ces pays rapatrient leurs ressortissants, à part pour la France, ce pays ayant passé des accords spéciaux avec elles. Selon elles, seraient détenus sur leur territoire 9 000 combattants, plusieurs centaines de femmes et 1 000 enfants de mouvance djihadiste, tous issus de 44 pays. La situation spéciale de la France vient de l'aide apportée militairement aux Kurdes, avec un budget de 50 millions d'euros pour les aider à gérer les réfugiés venus d'Afrine et les djihadistes prisonniers. Les autorités de Rojava ne veulent pas conserver ces prisonniers car elles estiment être dans une situation fragile, et qu'ils leur font courir un grand risque, et pèsent sur leurs ressources. Elles utilisent ce sujet des djihadistes étrangers pour faire poids et gagner une reconnaissance politique. Cependant, peu de pays suivent les injonctions des autorités de Rojava,,.

## Aspects économiques
Avant la guerre : les cantons d’Afrine et de Kobanê produisent essentiellement des olives (utilisées pour la fabrication du savon d’Alep) et des fruits. Le canton de Cizîrê (Djezireh) concentre 50 à 60 % du pétrole syrien, c’est en outre un canton de production de blé et de coton.
Lors de l’hiver 2012-2013, l'insécurité alimentaire est grande. Une des premières mesures économiques, dès le début de l’autonomie, est le contrôle des prix des produits rares pour éviter la spéculation. La construction de moulins permet de résoudre les problèmes d'approvisionnement en farine. Le pétrole est en majorité exploité par Damas, après avoir payé une taxe au PYD. En 2013, un début de raffinage améliore la chaîne de production. Le secteur du bâtiment reprend, avec du ciment local ou importé. Les paysans se déplacent à la ville pour y vendre leurs produits. Les terres agricoles étatiques sont communalisées et transformées en coopératives. Dès 2013, se développent les premières coopératives (pain, fromage, vêtements, arachides, lentilles et produits d’entretien). Les institutions du Rojava prélèvent un tiers des revenus de ces coopératives.
Des projets expérimentaux pour l’autonomie alimentaire et la lutte contre la dépendance aux produits phytosanitaires sont mis en œuvre. Les cantons cherchent à s'extirper de la monoculture, qui a longtemps été la règle, et des cultures par rotation sont mises en place. Le projet agricole du Rojava se veut écologique mais aussi égalitaire. Les coopératives sont rattachées aux communes. Ses membres ont des parts qui tendent à être égales. Les gestionnaires sont élus tous les deux ans avec mandat renouvelable une fois et révocable.
L’objectif affiché est d’être autosuffisant, des académies économiques forment les entrepreneurs à ces nouvelles pratiques. Cependant, le système local de micro-initiative a une productivité faible.
En outre, l’embargo de la Turquie et l’embargo ponctuel du Gouvernement régional du Kurdistan irakien ne favorisent pas l'économie. De plus, cela entraîne un ralentissement à la reconstruction de l'autonomie et des villes du Rojava telles que Kobanê et Raqqa. La Turquie s'emploie à laisser le niveau de l'Euphrate bas afin que le barrage de Tabqa ne puisse pas fonctionner. Aussi, ni le régime de Bachar El Assad ni la coalition menée par les États-Unis ne veulent le restaurer afin de fournir de l'électricité à une grande partie de la Syrie. Pour ce qui est des habitants de la ville de Raqqa, beaucoup sont dans des camps situés à plusieurs kilomètres. Un an après la libération de la ville par les forces kurdo-arabes, elle est encore inhabitable. 95 % des bâtiments sont détruits et la maire Leila Mustafa s’efforce de réparer les infrastructures publiques, telles que l'accès à l'eau ou encore les écoles afin de faire revenir les habitants.
Aussi, la coalition internationale n'engage pas les fonds afin de réparer les dégâts causés lors des bombardements sur les villes de Raqqa et de Kobané.